# Xiomara Laugart
Xiomara Laugart Sanchez es una cantante cubana establecida en Massachusetts.  Antes de emigrar a Estados Unidos, Laugart tuvo una extensa carrera dentro del movimiento cubano de la Nueva Trova. Ha grabado más de 17 álbumes.

## Primeros años y primeros pasos en la música
Xiomara Laugart nació en Guantánamo. Cursó estudios universitarios y se graduó de Economía, entonces empezó su carrera musical a través del nueva trova, movimiento de protesta político musical, muy popular entre los años sesenta y noventa. Realizó sus estudios de música en la Escuela de Superación Profesional Ignacio Cervantes. Inició su carrera artística profesionalmente en 1985.
Sus inicios fueron bastante intensos, participando rápidamente en escenarios internacionales. En 1979 participó en el Festival de la Canción Política en Berlín. En 1980 viajó a Nicaragua con el Grupo Pinos Nuevos, de la Isla de la Juventud. Al año siguiente volvió a participar como invitada en el Festival de la Canción Política de Berlín y ese mismo año obtuvo el tercer premio en el Concurso de Interpretación de la Canción Política de Sochi, Unión Soviética.
En 1980 obtuvo el tercer lugar en interpretación del Concurso Adolfo Guzmán de Música Cubana; participó en el V Festival y Activo de la Nueva Trova, la VI Cumbre y Carifesta. Perteneció al grupo de Teatro Guiñol de Isla de la Juventud. Fue miembro del grupo Aconcagua y Talla Extra (X-L), y, durante un tiempo, trabajó con Alberto Tosca. En 1982 actuó en el Café - Concert de México, participó en el Festival por la no Intervención en Centroamérica y el Desarme, celebrado en Holanda, Bélgica, y el mismo año, viajó a Francia. Se hace habitual en México y vuelve al país azteca en 1984. Participó ese mismo año en el Festival de la Canción Política celebrado en Sopot, Polonia; y realizó luego una gira por Honduras y Costa Rica.

## Estilo musical
Su voz tiene un registro muy amplio, si bien se destaca por las tonos altos. Muestra un sentido vívido y excepcional del ritmo que le permite interpretar desde el bolero a la salsa, del danzón a la guaracha hasta llegar al jazz y funk más sofisticados. Atrapando espacios, Qué manera de quererte, Hoy mi Habana, Se fue, Ni un ya no estás y ¡Oh melancolía! son algunos temas que forman parte de su repertorio y que siguen siendo ovacionados cada vez que la intérprete se presenta en los escenarios del sur de Florida. “La primera persona que me introdujo en Miami fue el maestro Meme Solís. Meme ha sido mi mentor en esta ciudad y fue el responsable de abrirme las puertas a un nuevo público que lo seguía por años y que ahora va a mis conciertos”, afirma cuando se refiere a su estrecha relación con el legendario compositor cubano.

## 2003-2005: Yerba Buena y música para cine
Después de radicarse ne EE. UU. entra en contacto con un grupo de músicos latinos, entre ellos Descemer Bueno y Cucú Diamantes. Originalmente establecida en Nueva York, Laugart fue miembro fundador y cantante líder de la banda de fusión afrolatina Yerba Buena. Su música figura entre los tracks de la película norteamericana “Dirty Dancing: Havana Nights”. También su música puede apreciarse en la coproducción cubano-alemana “Un paraíso Bajo las Estrellas”. Sus galas mensuales en el mítico Zinc Bar de Nueva York han sido tildadas por la prensa y aficionados como "Legendarias".

## 2007-2008: Celia: La Vida y Música de Celia Cruz
En 2007, Laugart fue protagonista como Celia Cruz en el musical fuera de los circuitos de Broadway, Celia: La Vida y Música de Celia Cruz, un tributo a la vida de la cantante cubano-americana. Celia también se estrenó en el corrió en el New World Stages en Nueva York, Nueva York del 26 del 26 de septiembre de 2007 hasta el 25 de mayo del siguiente año. Durante aquel periodo de giras, el musical hizo paradas en: Chicago, Los Ángeles, Miami, Dallas, Washington, D.C., y Boston, así como una visita a Sudamérica. El musical ganó cuatro premios HOLA (Organización Hispánica de Actores Latinos, por sus siglas en inglés) en 2008.

## Discografía

### Colaboraciones
- I Was Born, But... (2001)

### Con Yerba Buena[10]
- President Alien (2003)
- Island Life (2005)

### Solo[11]
- Como algo que quema (1993)
- Ensueños. Tributo a Pablo Milanés (1995)
- Xiomara (2006)
- Que Manera De Quererte (2007)
- Alguien Me Habló De Amor (2007)
- La Voz (2010)
- Tears and Rumba (2015)
- Barrio secreto (2015)